# Municipio de Green Hill (Carolina del Norte)
El municipio de Green Hill (en inglés: Green Hill Township) es un municipio ubicado en el  condado de Rutherford en el estado estadounidense de Carolina del Norte. En el año 2010 tenía una población de 2.878 habitantes.

## Geografía
El municipio de Green Hill se encuentra ubicado en las coordenadas 35°21′42.43″N 82°1′12.39″O / 35.3617861, -82.0201083.